# 平沙織
平 沙織（たいら さおり、1969年5月22日 - ）は、日本の元女優。
神奈川県出身。神奈川県立藤沢西高等学校を卒業。桐朋学園大学芸術学部出身。デビューした際にバストに1億円の保険をかけて話題になった。近年における同名義での女優活動は確認されていないものの2001年頃までに引退している。

## 主な出演作品
- 1994年　
  - バナナ白書2
  - どチンピラ9
  - 女犯十手裏仕置
- 1995年
  - お天気お姉さん
  - 名探偵 明智小五郎「吸血カマキリ」（フジテレビ、7月28日）
  - くノ一妖獣伝説
  - 団鬼六・肉体の賭け
  - 女忍（くノ一）蜜壷に秘められた淫術
  - 虜・TORIKO・監禁島
- 1996年
  - お天気お姉さんR
  - 風俗の鉄人（徳間ジャパンコミュニケーションズ、8月21日）
  - おとこ喰い（1996年、松竹ホームビデオ）
- 1997年
  - 京都の芸者弁護士「覗かれた新妻の秘密 美人ストリップ嬢連続殺人!」（テレビ朝日、10月11日）
  - 淫獣教師V
- 1999年
  - すずらん（NHK）
  - 消費者金融の女
  - 新のぞき屋稼業
- 2000年
  - OL仕置人外伝「ショムサン」〜課長・星耕作の陰謀〜（4月）
  - 永遠の仔（日本テレビ、4月）
  - YASHA-夜叉-（テレビ朝日）
  - 愛する二人と別れる二人1
  - 京都の芸者弁護士「嫉妬の炎に鬼が舞う! 貴船・白浜連続殺人! 浮気を暴く踊りの譜」（テレビ朝日、9月16日）
  - 記憶の中の殺人者（片岡修二監督作品、サムエンタープライズ、9月）
  - 探偵屋の女房2（門奈克雄監督作品、アンカービジュアル、10月）
- 2001年
  - 剣客商売 最終話「金貸し幸右衛門」（フジテレビ、7月24日）
  - 実録外伝　ゾンビ極道（徳間ジャパンコミュニケーションズ、9月28日）

## イメージビデオ
- 平沙織　スキャンダル（笠倉出版社、1994年7月）
- 平沙織　ざわめき（1995年10月21日）
- 平沙織　魅せられて（明文社、1995年11月）

## テレビ番組
- 天使のU・B・U・G（フジテレビ、1994年 - 1995年）
- 日立 世界・ふしぎ発見!（TBS）- ひとし君人形を運んでいた。
- 永遠の仔（日本テレビ）
- 京極夏彦 「怪」第1話「七人みさき」（WOWOW、2000年1月3日）- 桔梗 役

## 映画
- 乳房（東映、1993年）

## 写真集
- 平沙織写真集 Loneliness（興陽館書店、1994年5月）
- 平沙織写真集 乳房（TISパパラブックス、1995年3月1日）
- 妖美（SM写真集）（ワニマガジン社、1995年5月）
- マゾヒスト平沙織（SM写真集）（三和出版、1996年8月15日）